# Pavillon Thérèse-Casgrain (Université de Montréal)
Pour le pavillon Thérèse-Casgrain à l'Université du Québec à Montréal, voir Université du Québec à Montréal.
Le pavillon Thérèse-Casgrain est un résidence universitaire de l'Université de Montréal, situé au 2450, boulevard Édouard-Montpetit sur la colline Outremont à Montréal. Construit entre 1964 et 1965, conçu par le cabinet d'architectes Papineau Gérin-Lajoie Le Blanc, c'est un gratte-ciel de 16 étages dans le style brutaliste.  
En 1967, les architectes reçoivent une médaille Massey pour cette construction, qui est à l'époque la plus haute distinction architecturale au Canada. Le pavillon est le premier bâtiment du campus à recevoir un prix prestigieux d’architecture.
Si le pavillon n'est pas le seul exemple de brutalisme sur le campus (parmi lesquels le garage Louis-Colin, le pavillon HEC Montréal au 5255, avenue Decelles et le pavillon Résidence C), c'est le seul bâtiment qui n'a pas été construit à l'échelle immense typique de la tradition. Sa petite taille le distingue des autres bâtiments brutalistes du campus.
En 1983, l'édifice est nommée pour Thérèse-Casgrain, en hommage à cette politicienne ayant contribué, notamment, à l’obtention du droit de vote pour les femmes.